# Canal IPe
Canal IPe (anteriormente IPe  o Identidad Peruana) es un canal de televisión abierta peruano de programación cultural y educativa para la audiencia infantil y juvenil. Fue lanzado en julio de 2016 en sustitución de TV Perú 7.4 y se encuentra operado por el Instituto Nacional de Radio y Televisión del Perú (IRTP).

## Historia

### Antecedentes
Previamente, la Televisión Nacional del Perú (actualmente, TV Perú) emitía una franja de programación infantil con series dirigidas para niños producidas por las cadenas públicas NHK de Japón, BBC del Reino Unido y PBS de los Estados Unidos mediante secuencias televisivas hasta finales de la década de 2000. Además probó suerte con revistas infantiles propias como Sábado chico (2001-2002) y De vuelta y media (2003-2004), el primero conducido por niños y dirigido a estos. Desde entonces se generó preocupación del canal del Estado, debido a que en su programa cultural careció de interés de la generaciones venideras.
Durante 2015, el incremento de la percepción de programas calificados de televisión basura (reality shows, prensa de espectáculos, entre otros) producidos por tres de las principales cadenas de televisión abierta del país (Latina Televisión, América Televisión y ATV), siendo conocida como la multitudinaria marcha de dicho año, incitó al IRTP a la planificación de lanzar un canal cultural enfocado a niños y jóvenes, con programación de producción original tanto como programación importada de cadenas extranjeras.
Para la presidenta del directorio del IRTP, María Luisa Málaga, en una entrevista del diario El Peruano, «los niños y jóvenes necesitan su propio espacio» por el dominio del público adulto frente a la demanda de series de televisión, además que para el diario Ojo señaló que el canal buscará la estrategia de la «televisión blanca». En primer lugar, se lanzó el bloque Kusi Kusi en 2013 como parte de la programación de TV Perú, el cual adaptaba el mismo formato de pantalla del canal infantil Pakapaka de la Argentina. Con el paso del tiempo, el bloque fue renombrado a TV Perú Niños.

### Lanzamiento
TV Perú anunció el lanzamiento de IPe Identidad Peruana a finales de junio, con un corto promocional. El 1 de julio de 2016, el entonces presidente de Perú, Ollanta Humala Tasso, visitó las instalaciones del IRTP para dar inicio a las emisiones de la señal en el subcanal digital 7.4 del sistema de Televisión Digital Terrestre en reemplazo de TV Perú 7.4. En el servicio de cable digital de Movistar TV, el canal en alta definición reemplazó a TV Perú HD en el dial 707. El 4 de julio, entra en la grilla de programación de TV Perú el bloque Chicos IPe en dos franjas vespertinas en reemplazo de TV Perú Niños.
Con 10 horas de estrenos diarios, IPe se convirtió en el primer medio local con programación exclusiva para niños y jóvenes.
Durante los primeros días de su lanzamiento, el canal estrenó programas de producción nacional como Clan Destino, un magacín que mostraba las historias de emprendimiento de jóvenes peruanos; Cortos IPe y Creaturas, programas dedicados al séptimo arte hecho en Perú, y el bloque Chicos IPe que contenía programas como Los Cazaventuras, La Lleva Perú, La Hora Popap y Cocinando con Miko Ondas.
En 2017, IPe estrena distintos programas como Inéditos, Ciencia en Esencia, Lutieres, Acción Voluntaria y la segunda de temporada de Creaturas.
Desde el 5 de abril de 2018, IPe, junto a su canal hermano TV Perú Noticias, cambió la relación de aspecto de su señal de resolución estándar de 4:3 letterbox a 16:9 panorámico. Al día siguiente, la señal SD ingresa a Movistar TV en el canal 319 y 772 en HD, dentro del servicio de cable digital.
En 2019, se renombra Canal IPe, y desde abril de 2020 retransmite Aprendo en casa, de TV Perú, para niños desde 1.er grado de primaria hasta 5.º de secundaria, y desde noviembre de 2020 retransmite El asombroso mundo de George, también de TV Perú.
En 2020 se estrenó la primera producción en idiomas asháninka, el quechua y el aimara a cargo de Polirama, Ciudad jardín. Este programa fue emitido también para el Consejo Nacional de Televisión de Chile. En 2022 se anunciaron la importación de tres series de televisión de NHK para la emisión de ese canal.
En mayo de 2023 se lanzó la campaña contra el acoso escolar No es juego, que se emitió también en otros canales del Estado. De acuerdo con Fernando Reátegui, director de contenidos, el canal adoptó una política de casting basada en la retroalimentación de los niños antes de su participación en los programas. Los niños seleccionados solo eran contratados si se sentían cómodos con la experiencia.

## Programas
Canal IPe tiene programas y series animadas para sus dos audiencias específicas: Infantil y juvenil de producción nacional o internacional. También transmite programación importada como animación japonesa desde los medios públicos.

## Premios y reconocimientos
- Finalistas en FAN Chile 2016 en la categoría “Mejor programa infantil para niños de 7 a 12 años”[21]
- Carta de reconocimiento y felicitación de la UNICEF por la calidad de los contenidos y mensajes emitidos en la programación de la Franja Infantil de Canal IPe
- Nominado a Premios Luces 2016 del diario El Comercio por los programas Mapa Sonoro, Lucha Libro y Cortos IPe.[22]
- Selección Oficial para la conferencia INPUT TV 2017 - Grecia por los programa: Chicos IPe y ¿Qué es para ti?[23]
- Finalistas de la Selección Oficial del festival «Comkids y Prix Jeunesse Iberoamericano 2017», Categoría “Mejor microprograma iberoamericano”. Nominado: “Chicos IPe - ¿Qué es para ti?”[24]
- Finalistas en FAN CHILE 2017 - Nominado: “Chicos IPe y Los Cazaventuras”.[25]
- Finalista en Premios TAL 2018 - Nominado: "Ciencia en Esencia"
- Finalistas en FAN CHILE 2018 - Nominados "Chicos IPe", "Ciudad Jardín" y "Viajes de papel".[26]
- Finalistas en Premios TAL 2019 - Ganadores "Viajes de papel".[27]
- Nominados a los Premios Luces 2023 con los programas "Chaski, el guardaparques" y "Valientemente, una aventura interior"
- Nominados a los Premios TAL 2023 con los programas "Chaski, el guardaparques" y "Valientemente, una aventura interior"
- Nominados a los Premios TAL 2024 con la primera temporada de ¿Así fue? Descubriendo la historia.
- Reconocimiento de la plataforma Youtube por alcanzar los 100,000 suscriptores en el canal Chicos Ipe.

## Logotipos

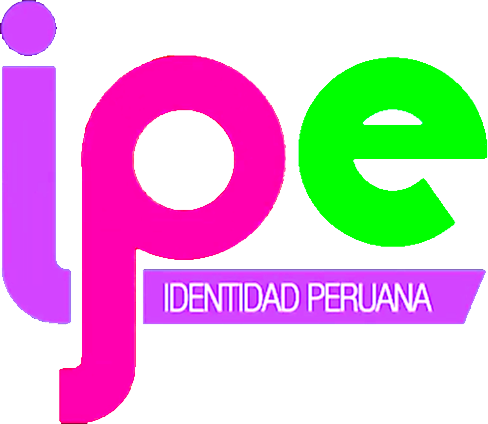
2016 - 2017 (producciones)
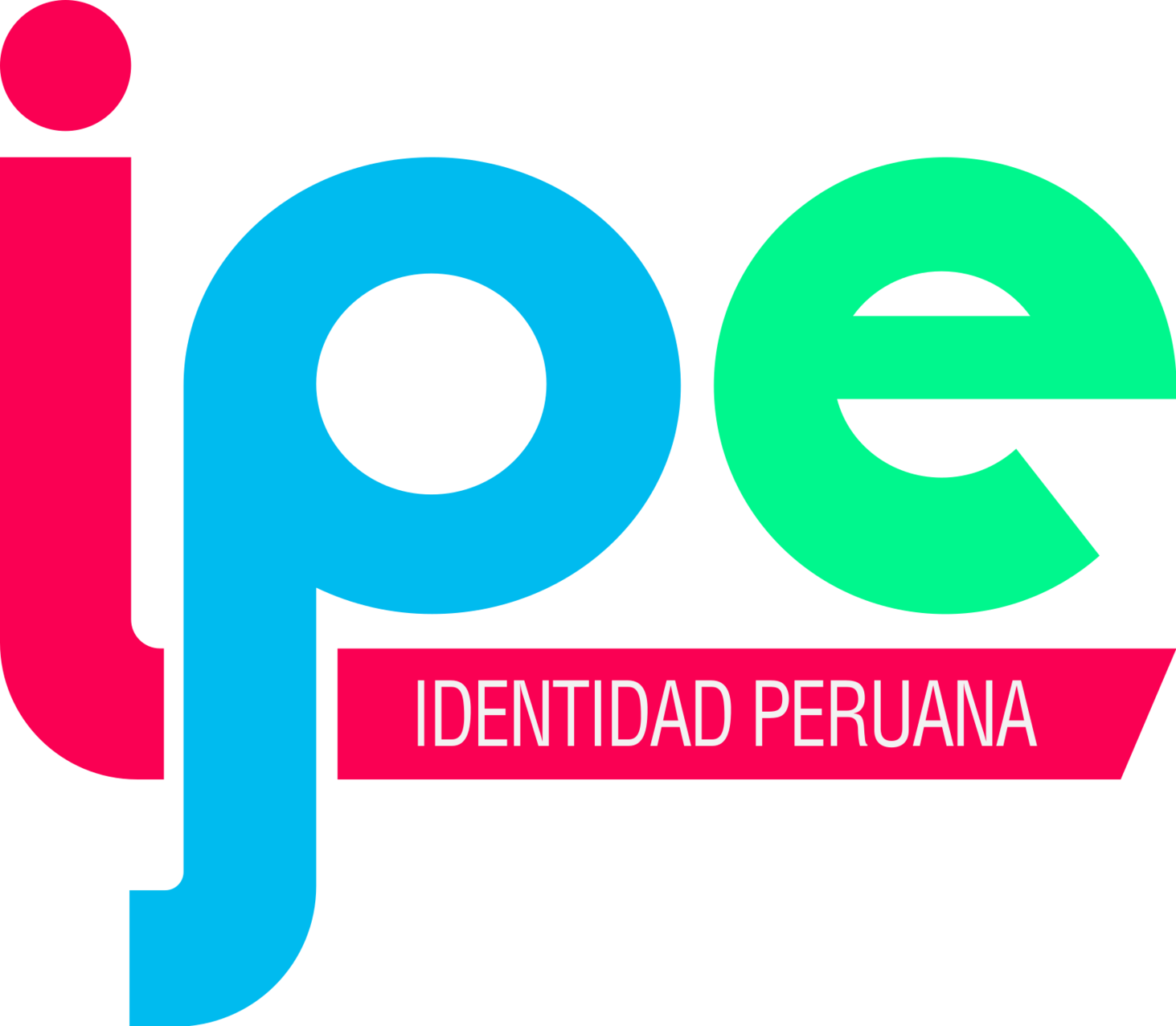
2017-2019
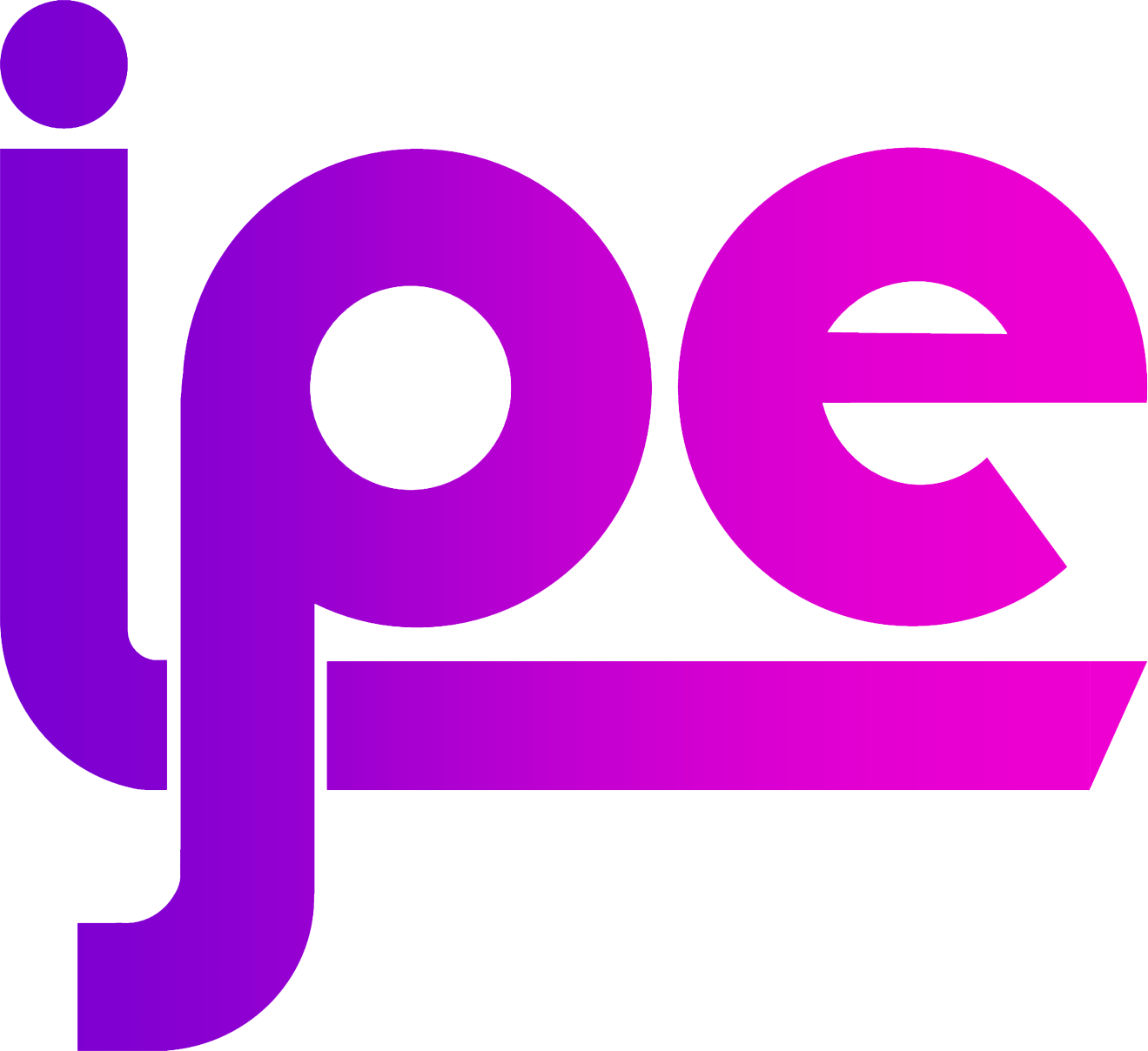
2019-2020
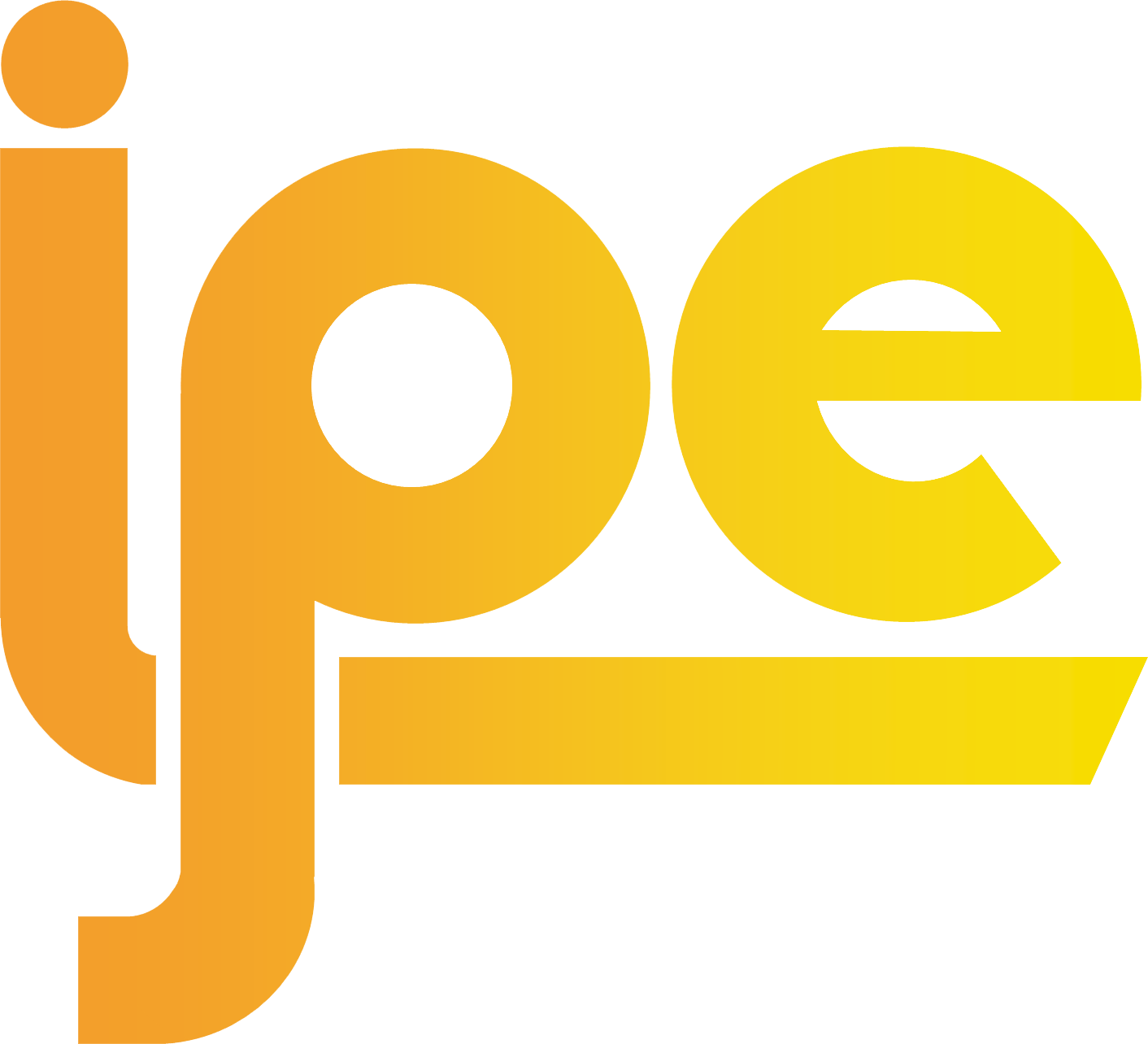
2020-2022
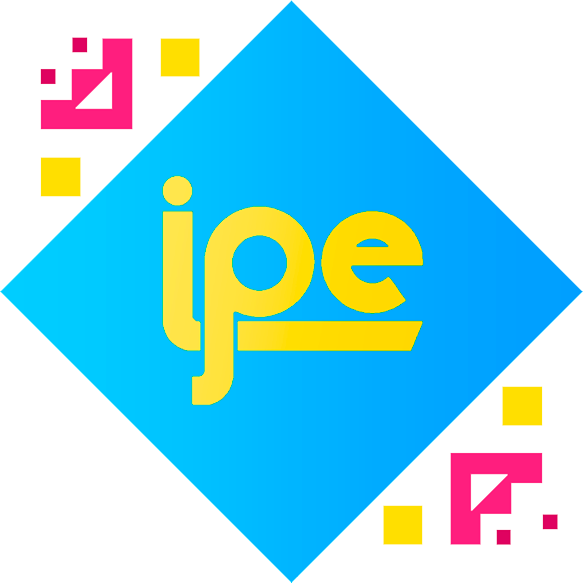
2019-2022 (temporal)
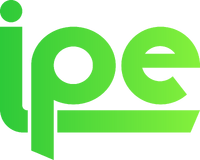
2022-2024